# Iver Lawson
Iver Lawson, nascut com Yvar Larsson, (Norrköping, 1 de juliol de 1879 - Provo, 2 de juliol de 1937) fou un ciclista estatunidenc, professional des del 1901 fins al 1917.
Nascut a Suècia, va emigrar el 1895 als Estats Units d'Amèrica. Es va especialitzar en la pista, i va arribar a guanyar el Campionat del món de Velocitat. El juliol de 1901 va batre, amb John Chapman, un rècord mundial en tàndem al velòdrom de Salt Palace de Salt Lake City, un rècord que es va mantenir durant 50 anys. Més tard es va dedicar a les curses de sis dies, en què va aconseguir algunes victòries. Lawson es va caracteritzar per una actitud antiesportiva dins els velòdroms, i fins i tot racista, juntament amb Floyd MacFarland, en el cas del ciclista negre Major Taylor. Els seus germans John i Gus també es van dedicar al ciclisme. Iver Lawson va morir el 1937 en caure d'una finestra.

## Palmarès
- 1904
  -  Campió del món de Velocitat
- 1908
  - 1r als Sis dies de Boston (amb Niels Marius Andersen)
  - 1r als Sis dies de Kansas City (amb Jim Moran)
- 1913
  - 1r als Sis dies de Boston (amb Joe Fogler)